# Frank Gaines
Frank Brandon Gaines (ur. 7 lipca 1990 w Fort Lauderdale) – amerykański koszykarz, występujący na pozycji obrońcy, aktualnie zawodnik Virtusu Bolonia.
17 sierpnia 2015 został zawodnikiem zespołu King Wilki Morskie Szczecin. 29 lipca 2016 podpisał umowę z niemieckim Rasta Vechta.
18 lipca 2019 dołączył do włoskiego Virtusu Bolonia.

## Osiągnięcia
Stan na 20 maja 2019, na podstawie, o ile nie zaznaczono inaczej.
NCAA
- Zaliczony do:
  - I składu:
    - All-Summit (2012, 2013)
    - turnieju The Summit League (2013)

  - składu jonorable mention All-Summit (2011)

Indywidualne
- Największy Postęp D-League (2014)
- Zaliczony do:
  - I składu debiutantów D-League (2014)
  - składu honorable mention D-League (2014)
- Lider strzelców ligi włoskiej (2019)